# 小さな魔法
「小さな魔法」は、日本のロックバンド・ステレオポニーの8作目のシングル。2010年12月8日リリース。

## 解説
2010年第3弾シングルであり、タイトル曲は「ツキアカリのミチシルベ」以来となるテレビアニメ主題歌。通常盤のほか、前作「OVER DRIVE」のミュージック・ビデオを収録したDVDが付属する初回生産盤、およびタイアップ作品であるテレビアニメ『テガミバチ REVERSE』のキャラクターをジャケット絵に配し、タイトル曲のTVサイズ版を収録したテガミバチ盤（2010年12月末までの期間限定生産）が製作されている。

## 収録曲
1. 小さな魔法
作詞/作曲：AIMI 編曲：ステレオポニー/BOND/R_MEN_SOUL
テレビ東京系アニメ『テガミバチ REVERSE』オープニング・テーマ。
2. Everything OK!!!
作詞/作曲：AIMI 編曲：ステレオポニー/BOND/mw
3. It’s a wild world
作詞/作曲：AIMI 編曲：ステレオポニー/R_MEN_SOUL
ステレオポニー初の全英語詞。
4. 小さな魔法 -Instrumental-
5. 小さな魔法 -Opening Edition- 
『テガミバチ REVERSE』作中で流されるTVサイズ版。「テガミバチ盤」のみの収録。

### DVD
初回生産盤のみ付属。
1. OVER DRIVE (Video Clip)

## 収録アルバム
- BEST of STEREOPONY (#1,2)